# Waram Gagel
Waram Gagel (en géorgien : ვარამ გაგელი) aussi appelé Vahram de Gag et Waram-Gagel par Marie-Félicité Brosset.
- De 1249 à 1251 : se fait appeler vahram.
- Dans la première moitié du XIIIe siècle : Msakhurtukhutsesi des rois/reines Tamar de Géorgie, Georges IV de Géorgie,et de Rousoudan Ire de Géorgie.
- À partir de 1212 : devient propriétaire de la forteresse de Gagui.
- Fin du règne de Tamar de Géorgie : un des principaux initiateurs et participant au côté de Iwané (Jean) Mkhargrdzéli à des combats en Iran.
- 1220 : combat contre les envahisseurs mongols dans la vallée de Sagami / Saguimi en Azerbaïdjan.
- XIIIe siècle : selon l'historien arménien Kirakos Gandzaketsi, Rousoudan Ire de Géorgie dirigeait son royaume à l'aide d'Ivané (Jean), Avag, Schansché Mkhargrdzéli-s et des Gagels.

Lors des invasions mongoles en Géorgie, il se réfugie à Kutaissi puis comme les autres nobles géorgiens, il trouve un accord avec les Mongols. Quand les Mongols contrôlaient la Géorgie, il dirigeait un des partis de la Géorgie (en actuelle Arménie).